# Ночнар малазійський
Ночна́р малазійський (Lyncornis temminckii) — вид дрімлюгоподібних птахів родини дрімлюгових (Caprimulgidae). Мешкає в Південно-Східній Азії. Вид названий на честь голландського зоолога Конрада Якоба Темінка.

## Опис
Довжина птаха становить 25-28 см, вага 88 г. Виду не притаманний статевий диморфізм. На голові є помітні пір'яні "вуха", схожі на вуха сов.   Верхня частина тіла переважно коричнева, поцяткована попелястими, рудуватими і охристими плямками, на тімені чорнувато-буті плями. Обличчя темне, на шиї білуватий "комір", на горлі велика біла пляма або дві плями з боків горла. Нижня частина тіла попеляста, поцяткована нечіткими коричневими смугами. Білі плями на крилах і хвості відсутні. Очі темно-карі, дзьоб роговий, лапи темно-коричневеві.

## Поширення і екологія
Малазійські ночнарі мешкають на Малайському півострові, на Суматрі і Калімантані та на сусідніх островах (зокрема на островах Ніас, Банка і Белітунг). Вони живуть у вологих рівнинних тропічних лісах, рідколіссях, на луках, зокрема на заплавних, в чагарникових заростях. Зустрічаються на висоті до 1065 м над рівнем моря. Ведуть присмерковий спосіб життя. Живляться комахами, яких ловлять в польоті. Сезон розмноження в Малайзії триває з січня по червень, на острові Белітунг в березні-квітні, на Суматрі в жовтні-листопаді, на Калімантані починаючи з січня. . Відкладають яйця просто на землю. В кладці 1-2 яйця.